# لیزا بلوخو

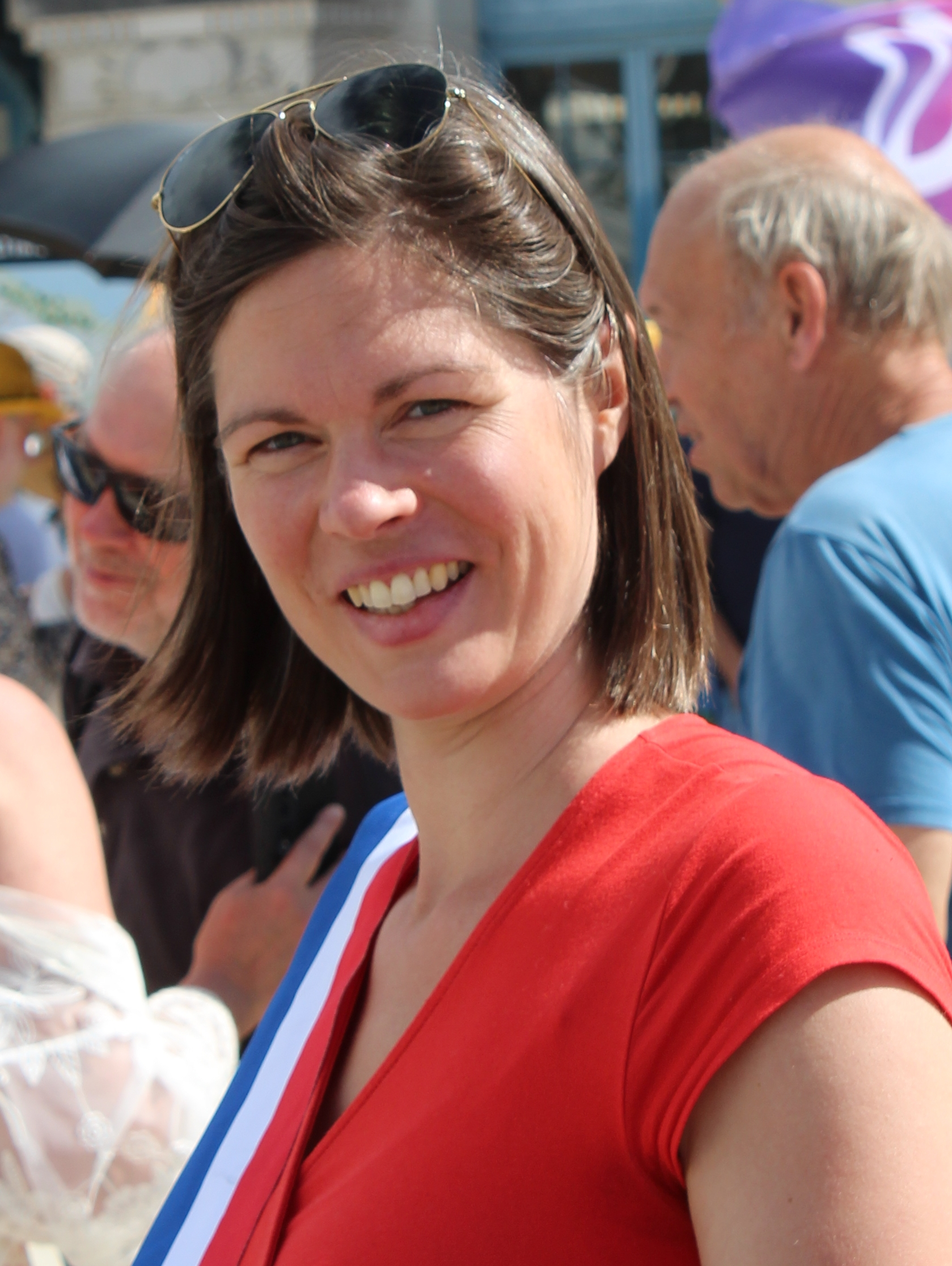
نگاره‌ای از لیزا بلوخو - ۱۶ سپتامبر ۲۰۲۳

لیزا بلوخو (زادهٔ ۲۰ ژوئیه ۱۹۸۸ در متس) سیاستمدار فرانسوی و عضو پارلمان فرانسه از زمان انتخابات مجلس قانونگذاری فرانسه در سال ۲۰۲۲ است.